# 莱恩·巴克里奇
莱恩·巴克里奇（英語：Leonard Walter "Len" Buckeridge，1935年—2014年3月1日），是一名澳大利亚商人，创建巴克里奇集团。
他早年毕业于珀斯现代学校、珀斯技术学院，之后担任建筑师。后成立自己的公司巴克里奇集团。2014年3月11日，因心脏病去世，享年77岁。